# Disco galáctico

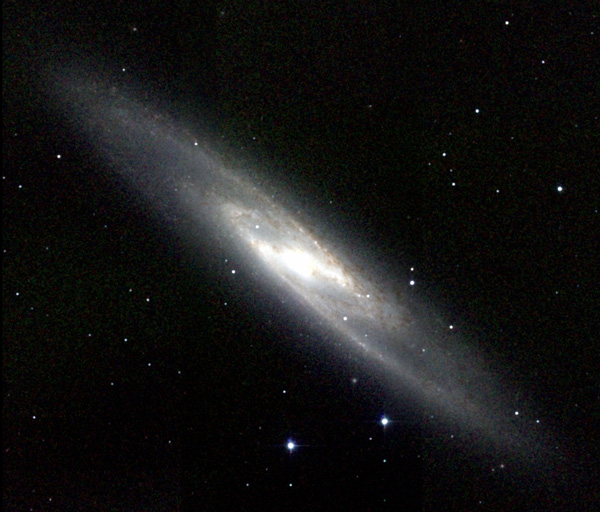
Ejemplo de disco galáctico.

Un disco galáctico es la región de la galaxia en donde se acumulan la mayor cantidad de estrellas, planetas, rocas etcétera. Esto se debe a la gravedad intensa que ejerce el centro galáctico sobre toda la galaxia. La gravedad es tan intensa que hace que toda la galaxia gire sobre sí misma, incluyendo los sistemas estelares, estrellas y todo cuerpo cósmico visible dentro de ella.
En sí es la región en donde todas las cosas giran a una velocidad determinada y de una manera estable, cuanto más cerca está del núcleo galáctico, la forma en la que giran los cuerpos celestes, va haciéndose más inestable, por lo que el centro de la galaxia parece una esfera de luz y lo que lo rodea (disco galáctico), una hoja de papel.